# Ditrău
Ditrău (węg. Gyergyóditró) – wieś w Rumunii, w okręgu Harghita, w gminie Ditrău. W 2011 roku liczyła 4867 mieszkańców.